# Beate Habetz
Beate Habetz verheiratete Beate Stauff (* 1961 in Brauweiler, Nordrhein-Westfalen) ist eine deutsche ehemalige Radrennfahrerin. Sie gewann 1978 die Weltmeisterschaft im Straßenrennen.

## Sportlicher Werdegang
1976 wurde Habetz, die aus den Reihen der RV Komet-Delia 09 Köln stammt, Deutsche Meisterin im Bahnradfahren in München. Am 23. August 1978 gewann sie die Radweltmeisterschaft in Brauweiler bei Köln. Trainiert wurde sie zunächst von ihrem Vater, während sie Mitglied bei Comet Delia Köln war. Ab ca. 1978/79 wurde sie von Dieter Koslar beim PSV Köln (Polizeisportverein) trainiert. 1979 belegte sie bei der Weltmeisterschaft den dritten Platz. Bis 1984 errang sie insgesamt sechsmal die deutsche Meisterschaft. Als sie 1984 nicht für die Olympischen Spiele berücksichtigt wurde, beendete sie ihre aktive Laufbahn.

## Familie
Heinrich Habetz, der Vater von Beate Habetz, war ein begeisterter Radfahrer. Von seinen Kindern betrieben besonders Beate, Gabi und Hans-Jürgen ehrgeizig den Radsport, Beate bereits mit fünf Jahren. Auch Beates Schwester Gabi gewann einmal die deutsche Meisterschaft im Straßenrennen.
Später heiratete sie den mehrfachen deutschen Meister im Straßenradfahren Werner Stauff. Sie haben zwei Kinder, darunter Andreas, ebenfalls Radrennfahrer. Seit 1989 lebt Beate Habetz in Köln-Bickendorf und betrieb für einige Jahre in Köln
einen Fahrradladen auf der Vogelsanger Straße.